# Прикметник у праслов'янській мові
Прикме́тник у праслов'я́нській мо́ві — ще не досить сформована частина мови у праслов'янській мові, що виконували функцію означення.

## Історія
У праслов'янській мові відбулися значні зміни в системі іменних форм. Що ж до прикметників, то відбувся повний перерозподіл їх між колишніми *-о- та *-а- основами. Визначальними словозмінними категоріями в системі прикметника стали родові форми, конкретне вираження яких залежало від числа та відмінка іменника.

### Неповні прикметники
Іменні, вони ж неповні та нечленні, прикметники в прасловянській мові відмінювано так само, як і іменники: чол. і сер. роду *-о- та *-jo- основи, а в жін. роді — *-а-, *-ja- основи.
Іменній словозміні прикметників, які зі структурного погляду в цім відношенні не відрізнялися від власне іменників, були властиві такі форми:
|            | Тверда група      | Тверда група      | Тверда група | Тверда група        | Тверда група        | Тверда група |            | М'яка група       | М'яка група       | М'яка група   | М'яка група       | М'яка група       | М'яка група   |
| Новий      | Новий             | Новий             | Добрий       | Добрий              | Добрий              | Синій        | Синій      | Синій             | Піший             | Піший         | Піший             |                   |               |
| Однина     | Однина            | Однина            | Однина       | Однина              | Однина              | Однина       | Однина     | Однина            | Однина            | Однина        | Однина            | Однина            |               |
| Відмінок   | Чоловічий         | Середній          | Жіночій      | Чоловічий           | Середній            | Жіночій      | Відмінок   | Чоловічий         | Середній          | Жіночій       | Чоловічий         | Середній          | Жіночій       |
| ---------- | ----------------- | ----------------- | ------------ | ------------------- | ------------------- | ------------ | ---------- | ----------------- | ----------------- | ------------- | ----------------- | ----------------- | ------------- |
| Називний   | *novъ             | *novo             | *nova        | *dobrъ              | *dobro              | *dobra       | Називний   | *sinь             | *sine             | *sina         | *pěšь             | *pěše             | *pěša         |
| Родовий    | *nova             | *nova             | *novy        | *dobra              | *dobra              | *dobry       | Родовий    | *sina             | *sina             | *sinę / *sině | *pěša             | *pěša             | *pěšę / *pěšě |
| Давальний  | *novu             | *novu             | *nově        | *dobru              | *dobru              | *dobrě       | Давальний  | *sinu             | *sinu             | *sini         | *pěšu             | *pěšu             | *pěši         |
| Знахідний  | *novъ             | *novo             | *novǫ        | *dobrъ              | *dobro              | *dobrǫ       | Знахідний  | *sinь             | *sine             | *sinǫ         | *pěšь             | *pěše             | *pěšǫ         |
| Орудний    | *novъmь / *novomь | *novъmь / *novomь | *novojǫ      | *dobrъmь / *dobromь | *dobrъmь / *dobromь | *dobrojǫ     | Орудний    | *sinemь / *sinьmь | *sinemь / *sinьmь | *sinejǫ       | *pěšemь / *pěšьmь | *pěšemь / *pěšьmь | *pěšejǫ       |
| Місцевий   | *nově             | *nově             | *nově        | *dobrě              | *dobrě              | *dobrě       | Місцевий   | *sini             | *sini             | *sini         | *pěši             | *pěši             | *pěši         |
|            | Двоїна            |                   |              |                     |                     |              |            |                   |                   |               |                   |                   |               |
| Наз.-Знах. | *nova             | *nově             | *nově        | *dobra              | *dobrě              | *dobrě       | Наз.-Знах. | *sina             | *sini             | *sini         | *pěša             | *pěši             | *pěši         |
| Род.-Місц. | *novu             | *novu             | *novu        | *dobru              | *dobru              | *dobru       | Род.-Місц. | *sinu             | *sinu             | *sinu         | *pěšu             | *pěšu             | *pěšu         |
| Дав.-Оруд. | *novoma           | *novoma           | *novama      | *dobroma            | *dobroma            | *dobrama     | Дав.-Оруд. | *sinema           | *sinema           | *sinama       | *pěšema           | *pěšema           | *pěšama       |
|            | Множина           |                   |              |                     |                     |              |            |                   |                   |               |                   |                   |               |
| Називний   | *novi             | *nova             | *novy        | *dobri              | *dobra              | *dobry       | Називний   | *sini             | *sina             | *sinę / *sině | *pěši             | *pěša             | *pěšę / *pěšě |
| Родовий    | *novъ             | *novъ             | *novъ        | *dobrъ              | *dobrъ              | *dobrъ       | Родовий    | *sinь             | *sinь             | *sinь         | *pěšь             | *pěšь             | *pěšь         |
| Давальний  | *novomь           | *novomь           | *novamъ      | *dobromь            | *dobromь            | *dobrаmь     | Давальний  | *sinemь           | *sinemь           | *sinamъ       | *pěšemь           | *pěšemь           | *pěšamъ       |
| Знахідний  | *novy             | *nova             | *novy        | *dobry              | *dobra              | *dobry       | Знахідний  | *sinę / *sině     | *sina             | *sinę / *sině | *pěšę / *pěšě     | *pěša             | *pěšę / *pěšě |
| Орудний    | *novy             | *novy             | *novami      | *dobry              | *dobry              | *dobrami     | Орудний    | *sini             | *sini             | *sinami       | *pěši             | *pěši             | *pěšami       |
| Місцевий   | *nověxъ           | *nověxъ           | *novaxъ      | *dobrěxъ            | *dobrěxъ            | *dobraxъ     | Місцевий   | *sinixъ           | *sinixъ           | *sinaxъ       | *pěšixъ           | *pěšixъ           | *pěšaxъ       |

Нечленні прикметники в спільнослов'янській мові до появи членних форм уживані були в обох основних прикметникових функціях — атрибутивній і предикативній. Із виникненням повних прикметників відбувається перерозподіл між обома типами: у функції означення поряд із нечленними почали вживатися й членні прикметники, але в ролі іменної частини присудка й надалі деякий час уживані були тільки нечленні.

### Повні прикметники
Ще в праслов'янській мові розпочався процес функціонального звуження іменних прикметників, на зміну яким прийшли членні, вони ж повні. У їхній основі лежить поєднання родової форми іменного прикметника з відповідною родовою формою вказівного займенника *jь, *ja, *je: *novъ + jь = *novъjь. Семантично-функціональне усунення займенникивого складника в сполуці «нечленний прикметник + указівний займенник», а також фонетично-морфологічні зміни, коли займенник став частиною прикметника, були основними етапами утворення нового типу прикметників у праслов'янській мові. Уживання повних прикметників дедалі поширювалося — прибравши на себе функцію означення, вони згодом проникли і в сферу присудка.
Для відмінювання повних прикметників праслов'янської мови припускають такі відмінкові форми:
|            | Тверда група                                  | Тверда група                                  | Тверда група                          | Тверда група                                      | Тверда група                                      | Тверда група                              |            | М'яка група                                   | М'яка група                                   | М'яка група           | М'яка група                                   | М'яка група                                   | М'яка група           |
| Новий      | Новий                                         | Новий                                         | Добрий                                | Добрий                                            | Добрий                                            | Синій                                     | Синій      | Синій                                         | Піший                                         | Піший                 | Піший                                         |                                               |                       |
| Однина     | Однина                                        | Однина                                        | Однина                                | Однина                                            | Однина                                            | Однина                                    | Однина     | Однина                                        | Однина                                        | Однина                | Однина                                        | Однина                                        |                       |
| Відмінок   | Чоловічий                                     | Середній                                      | Жіночій                               | Чоловічий                                         | Середній                                          | Жіночій                                   | Відмінок   | Чоловічий                                     | Середній                                      | Жіночій               | Чоловічий                                     | Середній                                      | Жіночій               |
| ---------- | --------------------------------------------- | --------------------------------------------- | ------------------------------------- | ------------------------------------------------- | ------------------------------------------------- | ----------------------------------------- | ---------- | --------------------------------------------- | --------------------------------------------- | --------------------- | --------------------------------------------- | --------------------------------------------- | --------------------- |
| Називний   | *novъjь                                       | *novoje                                       | *novaja                               | *dobrъjь                                          | *dobroje                                          | *dobraja                                  | Називний   | *sinьjь                                       | *sineje                                       | *sinaja               | *pěšьjь                                       | *pěšeje                                       | *pěšaja               |
| Родовий    | *novajega / *novajego / *novajeva / *novajevo | *novajega / *novajego / *novajeva / *novajevo | *novyję / *novyjě                     | *dobrajega / *dobrajego / *dobrajevo / *dobrajeva | *dobrajega / *dobrajego / *dobrajevo / *dobrajeva | *dobryję / *dobryjě                       | Родовий    | *sinajega / *sinajego / *sinajeva / *sinajevo | *sinajega / *sinajego / *sinajeva / *sinajevo | *sinęję / *sinějě     | *pěšajevo / *pěšajego / *pěšajeva / *pěšajevo | *pěšajevo / *pěšajego / *pěšajeva / *pěšajevo | *pěšęję / *pěšějě     |
| Давальний  | *novujemu                                     | *novujemu                                     | *nověji                               | *dobrujemu                                        | *dobrujemu                                        | *dobrěji                                  | Давальний  | *sinujemu                                     | *sinujemu                                     | *siniji               | *pěšujemu                                     | *pěšujemu                                     | *pěšiji               |
| Знахідний  | *novъjь                                       | *novoje                                       | *novǫjǫ                               | *dobrъjь                                          | *dobroje                                          | *dobrǫjǫ                                  | Знахідний  | *sinьjь                                       | *sineje                                       | *sinǫjǫ               | *pěšьjь                                       | *pěšeje                                       | *pěšǫjǫ               |
| Орудний    | *novъjimь / *novyjimь                         | *novъjimь / *novyjimь                         | *novojǫ                               | *dobrъjimь / *dobryjimь                           | *dobrъjimь / *dobryjimь                           | *dobrojǫ                                  | Орудний    | *sinьjimь / *sinijimь                         | *sinьjimь / *sinijimь                         | *sinǫjǫ               | *pěšьjimь / *pěšijimь                         | *pěšьjimь / *pěšijimь                         | *pěšǫjǫ               |
| Місцевий   | *novějemь                                     | *novějemь                                     | *nověji                               | *dobrějemъ                                        | *dobrějemъ                                        | *dobrěji                                  | Місцевий   | *sinьjemь / *sinijemь                         | *sinьjemь / *sinijemь                         | *siniji               | *pěšьjemь / *pěšijemь                         | *pěšьjemь / *pěšijemь                         | *pěšiji               |
|            | Двоїна                                        |                                               |                                       |                                                   |                                                   |                                           |            |                                               |                                               |                       |                                               |                                               |                       |
| Наз.-Знах. | *novaja                                       | *nověji                                       | *nověji                               | *dobraja                                          | *dobrěji                                          | *dobrěji                                  | Наз.-Знах. | *sinaja                                       | *siniji                                       | *siniji               | *pěšaja                                       | *pěšiji                                       | *pěšiji               |
| Род.-Місц. | *novuju                                       | *novuju                                       | *novuju                               | *dobruju                                          | *dobruju                                          | *dobruju                                  | Род.-Місц. | *sinuju                                       | *sinuju                                       | *sinuju               | *pěšuju                                       | *pěšuju                                       | *pěšuju               |
| Дав.-Оруд. | *novoma                                       | *novoma                                       | *novoma                               | *dobryjima                                        | *dobryjima                                        | *dobryjima                                | Дав.-Оруд. | *sinьjima / *sinijima                         | *sinьjima / *sinijima                         | *sinьjima / *sinijima | *pěšьjima / *pěšijima                         | *pěšьjima / *pěšijima                         | *pěšьjima / *pěšijima |
|            | Множина                                       |                                               |                                       |                                                   |                                                   |                                           |            |                                               |                                               |                       |                                               |                                               |                       |
| Називний   | *noviji                                       | *novaja                                       | *novyję / *novyjě                     | *dobriji                                          | *dobraja                                          | *dobryję / *dobryjě                       | Називний   | *siniji                                       | *sinaja                                       | *sinęję / *sinějě     | *pěšiji                                       | *pěšaja                                       | *pěšęję / *pěšějě     |
| Родовий    | *novъjixъ / *novyjixъ                         | *novъjixъ / *novyjixъ                         | *novъjixъ / *novyjixъ                 | *dobrъjixъ / *dobrуjixъ                           | *dobrъjixъ / *dobrуjixъ                           | *dobrъjixъ / *dobrуjixъ                   | Родовий    | *sinьjixъ / *sinijixъ                         | *sinьjixъ / *sinijixъ                         | *sinьjixъ / *sinijixъ | *pěšьjixъ / *pěšіjixъ                         | *pěšьjixъ / *pěšіjixъ                         | *pěšьjixъ / *pěšіjixъ |
| Давальний  | *novъjimъ / *novyjimъ                         | *novъjimъ / *novyjimъ                         | *novъjimъ / *novyjimъ                 | *dobrъjimъ / *dobryjimъ                           | *dobrъjimъ / *dobryjimъ                           | *dobrъjimъ / *dobryjimъ                   | Давальний  | *sinьjimъ / *sinijimъ                         | *sinьjimъ / *sinijimъ                         | *sinьjimъ / *sinijimъ | *pěšьjimъ / *pěšijimъ                         | *pěšьjimъ / *pěšijimъ                         | *pěšьjimъ / *pěšijimъ |
| Знахідний  | *novyję / *novyjě                             | *novaja                                       | *novъję / *novyję / *novъjě / *novyjě | *dobryję / *dobryjě                               | *dobraja                                          | *dobrъję / *dobryję / *dobrъjě / *dobryjě | Знахідний  | *sinęję / *sinějě                             | *sinaja                                       | *sinęję / *sinějě     | *pěšęję / *pěšějě                             | *pěšaja                                       | *pěšęję / *pěšějě     |
| Орудний    | *novyjimi                                     | *novyjimi                                     | *novъjimi / *novyjimi                 | *dobryjimi                                        | *dobryjimi                                        | *dobrъjimi / *dobryjimi                   | Орудний    | *sinijimi                                     | *sinijimi                                     | *sinьjimi / *sinijimi | *pěšijimi                                     | *pěšijimi                                     | *pěšьjimi / *pěšijimi |
| Місцевий   | *novъjixъ / *novyjixъ                         | *novъjixъ / *novyjixъ                         | *novъjixъ / *novyjixъ                 | *dobrъjixъ / *dobryjixъ                           | *dobrъjixъ / *dobryjixъ                           | *dobrъjixъ / *dobryjixъ                   | Місцевий   | *sinьjixъ / *sinijixъ                         | *sinьjixъ / *sinijixъ                         | *sinьjixъ / *sinijixъ | *pěšьjixъ / *pěšіjixъ                         | *pěšьjixъ / *pěšіjixъ                         | *pěšьjixъ / *pěšіjixъ |

Процес стягнення прикметникових закінчень розпочався ще в праслов'янській мові, коли утворювалися повні прикметники. Імовірно, спочатку між голосівками випадав [j] — початковий звук займенника *jь, а потім голосівки, опинившись поряд, уподібнились одна до одної, кінець кінцем, зазнавши стягнення. Воно мало місце лише в непрямих відмінках, окрім знахідного, де ще тривалий час існували. Ці форми не слід ототожнювати з неповними прикметниками.

### Ступені порівняння
Прикметники вищого ступеня порівняння утворювано за допомогою суфікса *-jьs / *-jes, який приєднувався в одному разі до прикметникової основи, а в іншому — до основи, ускладненої складником -ě-. В утвореннях першого типу -j- пом'якшував попередню приголосну, злившись із нею:
- прасл. *xudъ + *jьs > *xudjьs > *xužь, де -s утратився внаслідок дії закону відкритого складу;
- прасл. *xudo + *jes > *xudjes > *xužе;
- прасл. *xuda + *jьs + *і > *xudjьs > *xužьšі.

У другому типі -ě- відійшов до суфікса:
- прасл. *nově + *jьs > *nov-ějь;
- прасл. *nově + *jes > *nov-ěje;
- прасл. *nově + *jьs + *i > *nov-ějši.

Суфікс *-jьs / *-jes поширився елементом -j-, унаслідок чого сполука -sj- в усіх формах (окрім називного й знахідного) перетворилася в -š-:
- прасл. *novějьsjа > *novějšа.

Таким чином, унаслідок різних фонетичних змін на основі давнішого суфікса виділилося два формотворчі афікси: *-ьš і *-ějьs.